# Mirko Jovanović
Mirko Jovanović, srbski general, * 21. maj 1923, † 3. maj 1977.

## Življenjepis
Leta 1939 je postal član SKOJ in leta 1941 se je pridružil NOVJ ter KPJ. Med vojno je bil politični komisar več enot.
Po vojni je končal VVA JLA in nadaljeval z vojaško-politično kariero.